# Крамер, Харальд
Харальд Крамер (швед. Harald Cramér [kraˈmeːr]; 25 сентября 1893[…], Хедвиг-Элеонора, Стокгольм — 5 октября 1985[…], Оскар, Стокгольм) — шведский математик, актуарий и статистик, специалист по вероятностной теории чисел и математической статистике; считается одним из крупнейших учёных в области статистики.
Родился в 1895 году. В 1912 окончил Стокгольмский университет, во время учёбы изучал математику и химию. В 1917 году защитил докторскую диссертацию под руководством Марселя Риса. В 1920-е — 1930-е годы работал в области теории чисел, в 1936 году выдвинул гипотезу Крамера, являющуюся по состоянию на 2021 год открытой математической проблемой. Среди результатов по теории вероятности — критерий Крамера — Мизеса — Смирнова (1930), а также названная его именем теорема о разложении нормального распределения (1936). Основные работы с 1940-х годов связаны с математической статистикой, в 1946 году независимо от Рао и Фреше установил неравенство Крамера — Рао.
В 1929 году стал первым шведским профессором актуарной и математической статистики. Одновременно работал в перестраховочной компании. В 1959 году избран президентом Стокгольмского университета. В 1959 году избран главой Американской статистической ассоциации. В период 1963—1980 годов часто бывал с лекциями по США и Европе. В 1972 году удостоен золотой медали Гая.
Был женат, имел 3 детей. Среди его учеников Херман Волд.

## Сочинения
- Случайные величины и распределения вероятностей = Random variables and probability distributions. / Пер. с англ. А. М. Яглома ; Под ред. акад. А. Н. Колмогорова. — М. : Гос. изд-во иностр. лит., 1947. — 144 с.
- Крамер Х., Лидбеттер М. Р.[вд] Стационарные случайные процессы : Свойства выборочных функций и их приложения = Stationary and related stochastic processes. Sample function properties and their applications. / Перевод с англ. Ю. К. Беляева и М. П. Ершова ; Под ред. Ю. К. Беляева. — М. : Мир, 1969. — 398 с. : ил.
- Математические методы статистики = Mathematical Methods of Statistics. / Пер. с англ. А. С. Монина и А. А. Петрова ; Под ред. акад. А. Н. Колмогорова. — 2-е изд., стер. — М. : Мир, 1975. — 648 с. : ил.
- Полвека с теорией вероятностей: наброски воспоминаний = Half a century with probability theory : some personal recollections : Соврем. пробл. математики : Пер. с англ. — М. : Знание, 1979. — 60 с. — (Новое в жизни, науке, технике. Серия «Математика, кибернетика»)